# 日本航空シェレメーチエヴォ墜落事故
日本航空シェレメーチエヴォ墜落事故（にほんこうくうシェレメーチエヴォついらくじこ）は、1972年（昭和47年）11月28日にソ連の首都モスクワの空港で、日本航空446便が離陸直後に墜落した航空事故である。日本航空446便墜落事故とも。

## 概要
日本航空446便（DC-8-62、機体記号JA8040、旧塗装時代の愛称"HIDA"）は、デンマークのコペンハーゲン国際空港発、モスクワ経由、東京国際空港（羽田空港）行きであった。現地時間1972年11月28日19時51分（日本時間11月29日1時51分）にシェレメーチエヴォ国際空港を離陸した直後、100m 程度上昇した時点で失速し、滑走路端から 150m 地点の雪原に墜落し、機体は衝撃で破壊され火に包まれた。
操縦乗務員6名（内3名は交代要員）、客室乗務員7名、日本航空職員1名、乗客62名（内日本人は52名）の搭乗者計76名中、62名が死亡した。
生存者は主に機体前方のファーストクラスと最前方ドアのジャンプシートに着席していた客室乗務員計3名とエコノミークラス最後部ドアのジャンプシートに着席していた客室乗務員２名、乗客9名（日本人8名）の計14名で、いずれも重傷を負った。
事故機であるJA8040機は1969年7月に引き渡され、同社のDC-8フリートでは最後の旧塗装での就航であった。製造から3年半弱での事故抹消は、同社DC-8フリートの中で最も短命だった。同機には「HIDA」（ひだ）の愛称が付されていた。同機は1970年4月には「よど号ハイジャック事件」の人質が拉致先の大韓民国から日本へ帰国する際に使用されたり、本件墜落事故の僅か22日前の11月6日には、日本航空351便ハイジャック事件の犯人がキューバへの亡命を要求したため、代替機として準備されたりと、数多の大事件に関わり、最後は墜落で結末を迎える数奇な運命を辿った。

## 事故原因

### ボイスレコーダーの分析
ソビエト民間航空省内に設置された事故調査委員会は、フライトデータレコーダー (FDR) とコックピットボイスレコーダー (CVR) の分析結果を、ICAO様式に則って2か月後に公表した。
00秒：（離陸開始）
10秒：「TIME」「TIME IS OK」「ちょっと遅いな」
25秒：「はいよ」「何？」「先程は失礼」
30秒：「V1」 @ 129 KIAS
40秒：「ROTATION」「やっこらさ」 @ 145 KIAS
45秒：「V2」 @ 154 KIAS
50秒：（ガチャン、という物音）
55秒：※「おや？」又は「SPOILER」 @ 350 ft
60秒：「何だそれは」「すみません」「LEFT CLEAR」 @ 300 ft
65秒：「エンジン、エンジン、#2、#2エンジン！」 「ドンドン」というバックファイアと思われる音　@ 100 ft
70秒：（衝突音）

### 生存者の証言
生存者のうち一名が左エンジン付近での火災を目撃しており、また、離陸してから数回減速があった、と数名が証言している。さらに、滑走中に異常振動でハットラック（頭上の棚）から手荷物が落下したと証言する生存者もおり、また、エンジン火災は地上からも目撃されている。

### 事故原因
ソ連事故調査委員会は、事故の原因を次のように発表した。
同機が離陸の際、離陸安全速度 (V2) に到達以降、乗員が航空機を臨界迎角以上にいたらしめ、それにより速度および高度を喪失したものである。航空機が臨界迎角以上になったのは、次の状態のいずれかの結果としてである。
- 飛行中誤ってスポイラーを出し、それにより揚力係数の最大数値を低下させ、また、航空機の抗力を増大せしめたこと。
- エンジンの防氷装置のスイッチを入れなかったためにインレットが凍結していた可能性があり、これにより第2または第1エンジンの動作が異常となったが、この際、乗員による適切な対応がされないまま機首上げ操作がなされたこと[2]。

### その他
これらを基に、離陸前の誘導路走行中に副操縦士が「うまく入らない」と言いながら弄っていたグラウンドスポイラー（の操作）レバーを戻し忘れ、着陸後に地上でのみ使用すべきグラウンドスポイラーが展開した状態で強引に離陸しようとしたため、過負荷により滑走中の加速不良と異常振動を招来し、加えて、離陸後の不適切な機首上げ操作によって迎角が過剰になり、着氷して出力が低下していたエンジンへの空気流量が更に減じたか、翼前縁に固着していた氷塊が吸い込まれるかして、コンプレッサーストールを起こしたエンジンが異常燃焼からバックファイアを噴いて推力が著しく失われ、主翼の失速に至ったとするシーケンスが有力視されたが、断定には到っていない。
降着装置を上下する（ランディング）ギアレバーと、グラウンドスポイラーレバーを取り違えたという仮説が民間から立ち上がったが、DC-8 では人間工学上の配慮から両者が全く離れた場所に置かれており、この説は現実的ではないと否定された。但し、操縦士が自らの意志で規定外の操作を行った場合は、この限りではない。

## その後
通常の注意を払っていれば防げた人為的ミスが輻輳して事故に至ったとほぼ断定された事と、機長の「はいよ」「やっこらさ」という緊張感を欠いたボイスレコーダーの録音が公開され、報道された事から、「弛み切った親方日の丸体質」等と指弾するマスコミの論調が高まり、国会でも問題化した。

日本航空は同年中に、羽田空港暴走事故（5月15日）、ニューデリー墜落事故（6月14日）、金浦空港暴走事故（9月7日）、ボンベイ空港誤認着陸事故（9月24日）と、いずれもヒューマンエラーが原因の重大有責人身事故を連続して惹起しており、世論の厳しい非難に晒された。
また、同社は、先の連続事故でDC-8を3機失ったことにより機材のやりくりがつかなくなり、1967年3月から運航していた世界一周路線を12月6日で休止する事となった。

## 事故対策
DC-8 では、スポイラーは着陸後の減速目的で地上でのみ用いられ（グラウンドスポイラー）、着陸進入時等の空中での減速は左右内側エンジン（#2, #3）を逆噴射して行うという類例の少ない仕様となっているが、このグラウンドスポイラーを空中で誤って展開した事に起因する墜落事故が発生していた。そのため、グラウンドスポイラーを飛行中に展開できないようにする安全改修が施された。

## 「安全バッジ」
犠牲者遺族の「事故の教訓を忘れず安全運航を心掛けて欲しい」との要望から、日本航空全職員が緑十字を型取った「安全バッジ」を制服に着用する事が義務付けられていた。2002年の日本エアシステムとの経営統合に伴い、制服改変が行われた際に身分証明書に描かれる形に改編され、現在も継続している。なお現在も日本航空モスクワ支店の職員は、毎年事故日に慰霊碑に出向き犠牲者を弔っている。